# Макаров (місто)
Мака́ров (рос. Макаров; у 1905—1946 роках — Сірітору, яп. 知取) — місто на острові Сахаліні, адміністративний центр Макаровського міського округу Сахалінської області Російської Федерації. Розташоване на східному побережжі острова на березі затоки Терпіння Охотського моря за 235 км на північ від Южно-Сахалінська. Залізнична станція на лінії Южно-Сахалінськ—Победіно. Населення — 6 393 особи (2019).

## Історія
Засноване у 1892 році як село Селютора. З 1905 по 3 вересня 1945 року — у складі губернаторства Карафуто Японії і мало назву Сірітору. З 1945 року у складі Сахалінської області РРФСР СРСР, з 1991 року — Російської Федерації. Сучасна назва з 1946 року на честь російського флотоводця і океанографа адмірала Степана Макарова.

## Населення
| 1925  | 1935    | 1959    | 1970    | 1979    | 1989    | 1996    | 1998  | 2000  | 2001  | 2002  | 2005  | 2006  |
| ----- | ------- | ------- | ------- | ------- | ------- | ------- | ----- | ----- | ----- | ----- | ----- | ----- |
| 9400  | ↗15 735 | ↘13 919 | ↘11 105 | ↘10 672 | ↗11 351 | ↘10 400 | ↘9600 | ↘8900 | ↘8800 | ↘7271 | ↘7000 | ↘6900 |
| 2007  | 2008    | 2009    | 2010    | 2011    | 2012    | 2013    | 2014  | 2015  | 2016  | 2017  | 2018  | 2019  |
| ↘6800 | ↘6700   | ↗6701   | ↗6705   | ↘6663   | ↘6657   | ↘6590   | ↘6525 | ↗6681 | ↗6753 | ↘6717 | ↘6567 | ↘6393 |

## Економіка
Основні галузі економіки: вугільна та лісова промисловість. Найбільші підприємства: АТ «Макарівська вугільна компанія» (видобуток кам'яного вугілля), АТ «Макарівська лісова компанія» (заготівля та переробка деревини). Також діють: дробильно-сортувальний комбінат, АТ "Харчокомбінат «Макарівський» (пиво), АТ «Шанс» (ковбасні вироби), АТ «Рибак» (видобуток і переробка риби).

## Культура, освіта
У  місті діють центр додаткової освіти, центр професійної підготовки «Зміна», вісім бібліотек, дитяча школа мистецтв, Будинок культури, краєзнавчий музей. Видається «Новая газета».